# ماجده تانیر
ماجده تانیر (انگلیسی: Macide Tanır; ۱ ژانویهٔ ۱۹۲۲ – ۶ فوریهٔ ۲۰۱۳) بازیگر اهل ترکیه بود. وی بین سال‌های ۱۹۴۳ تا ۲۰۱۲ میلادی فعالیت می‌کرد.